# مشتق (علم اصول)
مشتق اصطلاحی در علم اصول فقه است که به معنای هر عنوان عرضی است که بر ذات عارض می‌شود و با آن متحد می‌گردد. این اصطلاح از دیر باز در میان دانشمندان علم اصول مورد اختلاف بوده است.

## تعریف
واژهٔ مشتق را در دو علم مورد بررسی قرار می‌دهند: یکی علم نحو که در آن مشتق مقابل جامد به کار می‌رود و دیگری علم اصول فقه. منظور از مشتق در علم نحو و در اصطلاح ادبی، کلمه‌ای است که از اصل فعل گرفته شده و ریشهٔ فعلی دارد. مانند "کاتب" و "مکتوب" و "مکتب" که از «کَتَبَ» گرفته شده‌اند. از نظر صرفی، فعل‌ها واسم‌های فاعل و مفعول و صفت مشبهه و صیغهٔ مبالغه، مشتق محسوب می‌شوند؛ ولی مراد دانشمندان علم اصول از کلمهٔ مشتق، مشتق صرفی نیست. مشتق در علم اصول به معنای چیزی است که عارض بر یک ذات می‌شود و با زوال آن چیز، ذات از بین نمی‌رود. مشتق در واقع آن حالت یا صفتی است که در مورد یک شخص یا یک شیء است و می‌توان آن را بر شیء یا شخص حمل کرد. دو شرط برای مشتق در علم اصول ذکر شده است: نخست این که بر ذات حمل شود و دوم، زوال ذات آن، زوال مبدأ را به دنبال نداشته باشد.

## مناقشه
یکی از اختلاف‌های اساسی که در مفهوم مشتق مطرح می‌شود ناظر به این است که آیا دربارهٔ کسی یا چیزی که در زمان حال، اتّصاف و تلبّس به مبدأ اشتقاق دارد و اکنون ندارد، این مفهوم حقیقت است و دربارهٔ کسی که قبلاً تلبّس به مبدأ داشته است و اکنون ندارد، مَجاز است یا این که در هر دو حالت، حقیقت است. به بیان ساده در مفاهیم مشتق، ذاتی وجود دارد که به مبدأ اشتقاق اتّصاف پیدا می‌کند، همانند مفهوم ظالم که در آن یک ذاتی وجود دارد که متّصف به مبدأ اشتقاق می‌شود. مفهوم ظالم یک مفهوم مشتق است که یک ذاتی دارد که متلبّس به ظلم شده است و مفهوم ظلم مبدأ اشتقاقی است که عارض بر آن ذات شده است.